# Gazelle dorcas
Gazella dorcas
Espèce
Statut CITES
Statut de conservation UICN

 VU A2cd : Vulnérable
 2000 
La gazelle dorcas ou gazelle dorcade (gazella dorcas) est une espèce de gazelle de la famille des bovidés qui vit dans le Sahara, elle est le plus petit des bovidés sahariens.

## Morphologie
Les gazelles dorcas sont petites, elles mesurent de 53 à 62 cm de hauteur au garrot pour les femelles et de 58 à 67 cm au garrot pour les mâles, de 90 à 110 cm de longueur, avec un poids de 12 à 25 kg maximum, la femelle étant légèrement plus petite et plus légère que le mâle. Le ventre et la croupe sont blancs, la queue est noire, le reste du pelage est fauve, avec une bande plus foncée délimitant les zones ventrale et dorsale. Cette zone foncée n'est pas toujours visible sur les animaux éloignés, de plus cette zone foncée peut être confondue avec une ombre. Un trait foncé part du coin de l'œil vers la narine comme un trait de maquillage. Les grandes oreilles blanches à l'intérieur sont veinées de noir.
Les cornes des mâles sont en forme de lyre, celles des femelles sont plus courtes, plus fines et presque droites.

## Répartition/habitat
Espèce saharienne, elle vit dans tout le Sahara, Algérie, Tunisie, Maroc, nord du Mali, Niger  ainsi que dans la dépression de Qattara en Égypte, à l'exception du centre de la Mauritanie.

Elle est active le jour, en dehors des heures trop chaudes pendant lesquelles elle aime se reposer à l'ombre d'un acacia ou d'un Maerua crassifolia. Les gazelles dorcas vivent généralement en petits groupes de 3 à 5 individus mais parfois plus aussi bien dans les oueds, la savane, les dunes, que les zones rocheuses.

## Reproduction
Durant la saison de reproduction, les mâles ont tendance à devenir territoriaux. Ils se battent entre eux pour se constituer un petit harem. Dans la plupart des régions où vit la gazelle dorcas, l'accouplement a lieu de septembre à novembre.
Après une période de gestation d'environ 6 mois, la femelle met au monde un seul petit. Le nouveau-né est déjà recouvert de son pelage et ses yeux sont ouverts. Dès la première heure de sa vie, il tente de se tenir debout pour pouvoir téter sa mère. Dans les deux premières semaines, la jeune gazelle gît recroquevillée dans un renfoncement sur le sol ou sous les buissons. Sa mère vient le nourrir plusieurs fois par jour. Lorsqu'il est assez robuste, il va suivre sa mère dans ses déplacements et commence à manger de la nourriture solide. Après environ trois mois, il est entièrement sevré, date à laquelle la paire rejoint le troupeau. Les femelles atteignent leur maturité sexuelle à l'âge de 9 mois et à 18 mois pour les mâles. L’espérance de vie de la gazelle dorcas est de 12 ans environ.

## Alimentation
Les gazelles dorcas sont herbivores, elles consomment des graminées, diverses plantes basses et également les feuilles d'arbres comme les acacias. Elles peuvent se passer d'eau pendant très longtemps trouvant l'eau dans les plantes, dans le nord du Sahara certaines gazelles peuvent se passer d'eau pendant un temps considérable.

## Prédation/fuite
Extrêmement rapide à la course, les gazelles dorcas peuvent courir jusqu'à 75 km/h en vitesse de pointe. Dès qu'elles sont effrayées, elles détalent pour se mettre hors de portée de ce qui leur paraît être un danger.
Seul le guépard est capable de la battre de vitesse, mais il peine à égaler ses zigzags énergiques. Très agiles, elles pratiquent le stotting sorte de saut rebond qu'elles peuvent réaliser plusieurs fois à la suite, jusqu'à 1,75 mètre de haut et sur une longueur d'environ 6 mètres.
Leurs prédateurs sont les guépards, léopards, lycaons, lévrier arabe et les lions, mais ils s'attaquent surtout aux individus affaiblis (vieux, infirmes, malades...) ; les gazelles adultes et en bonne condition physique arrivent généralement à leur échapper.

## Statut
Espèce protégée, sa population est estimée entre 35 000 et 40 000 animaux.

## Photographie

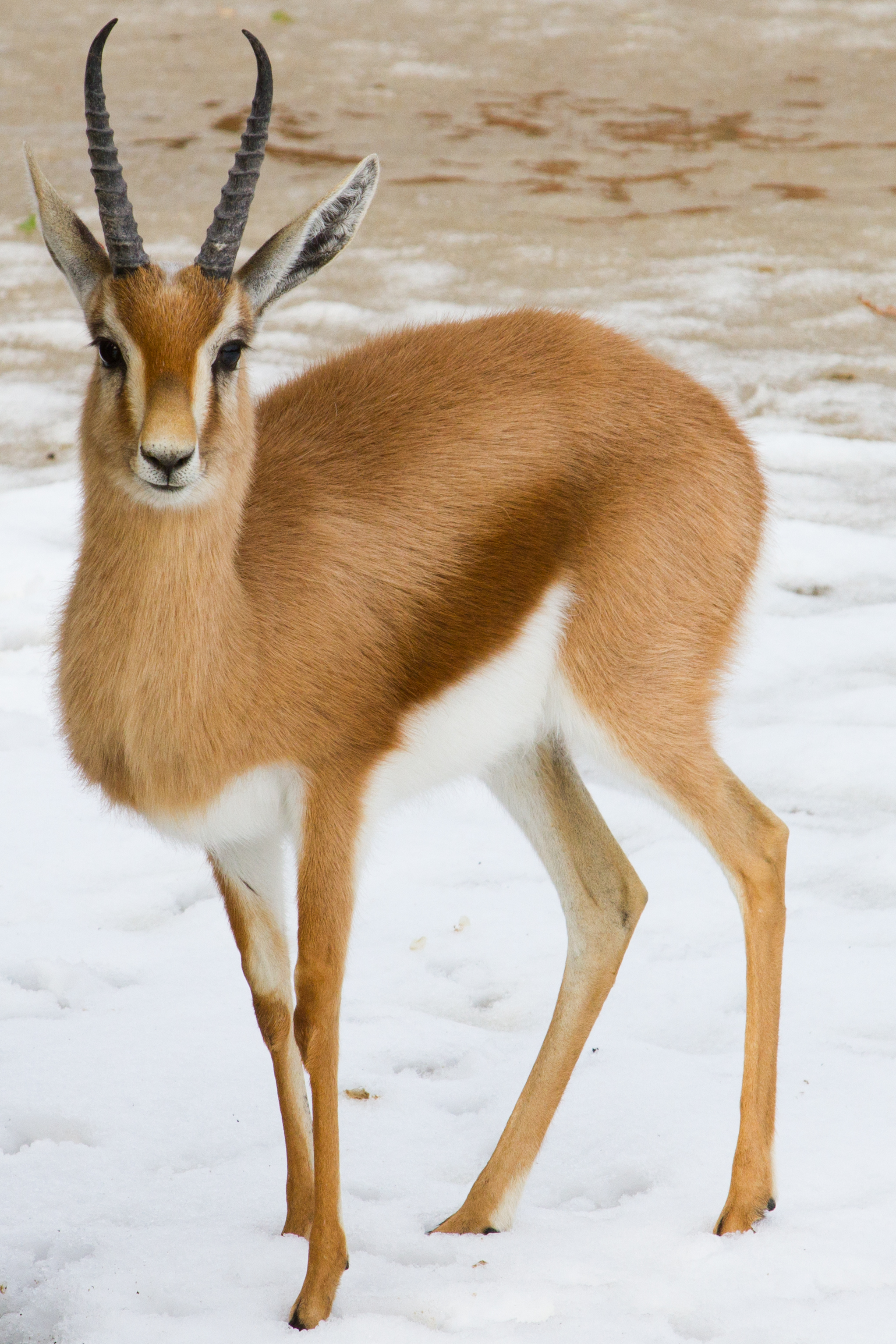
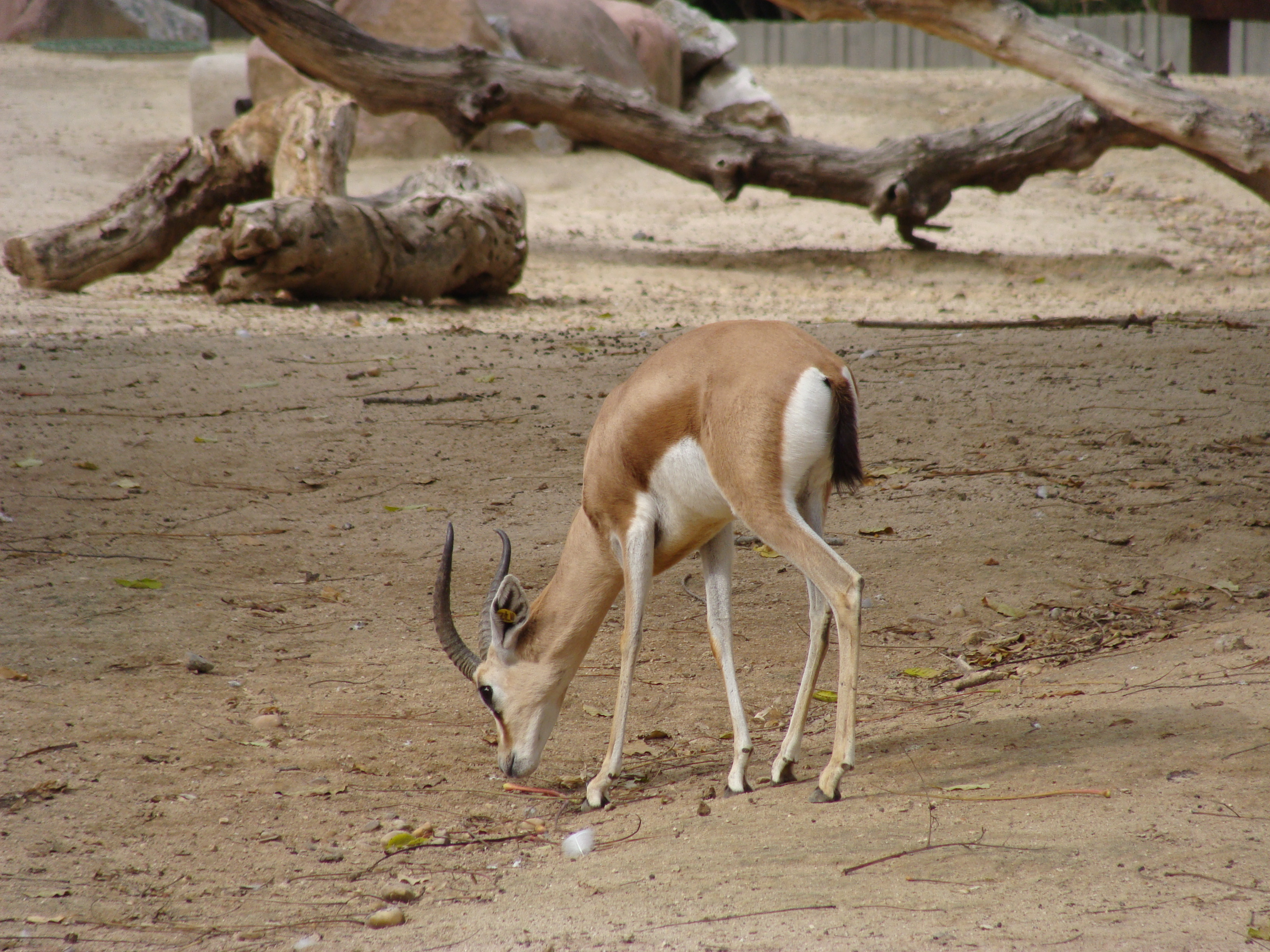
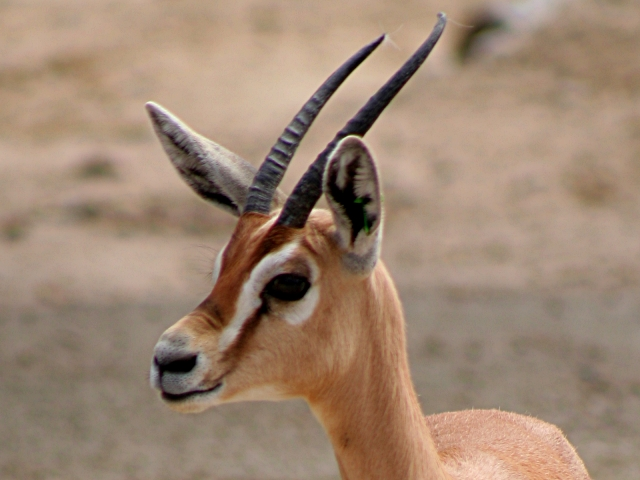
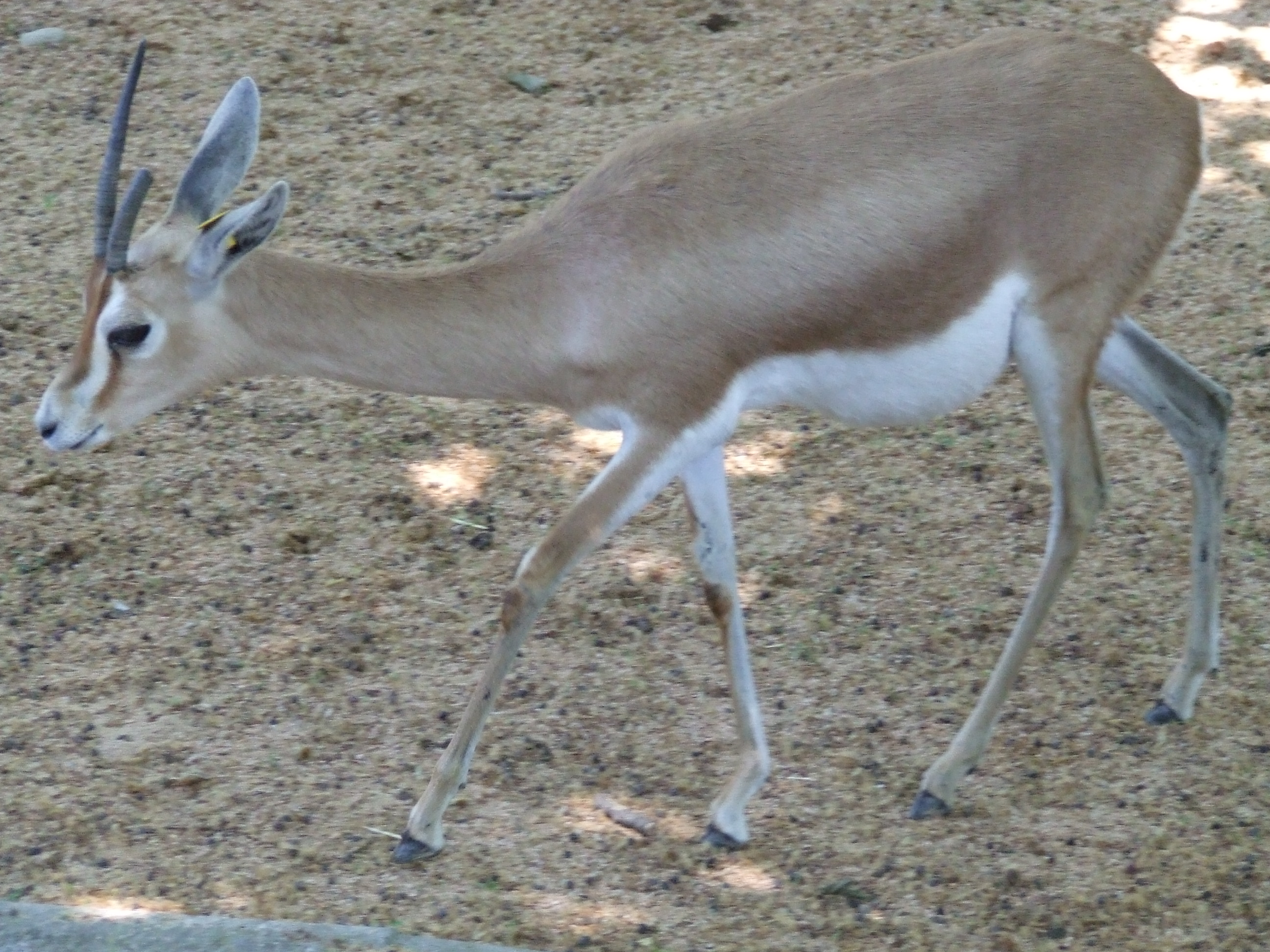
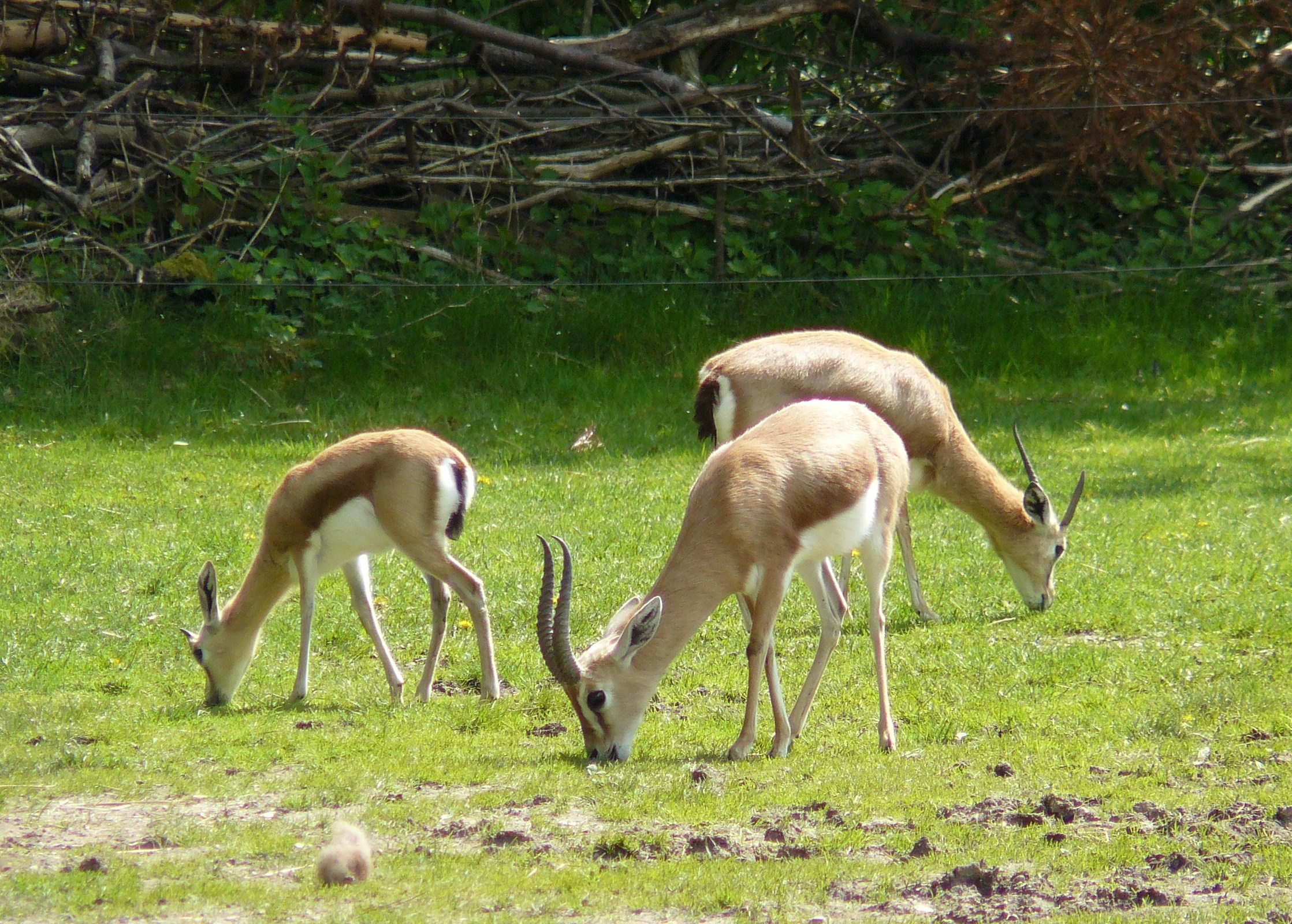